# 吳邦輔
吳邦輔，字元素，浙江承宣布政使司紹興府山陰縣（今浙江省紹興市）人，明朝政治人物。
吳邦輔襲父吳孟明職，理北司刑。崇禎末年，給事中姜埰、行人司副熊開元以言事同日被下詔獄，崇禎帝欲處死兩人，吳邦輔故意延緩。崇禎帝稍微解氣后，令嚴訊主使者。邦輔乃上訊勸阻，詔改為杖百，二人因此免死。